# Kill Or Be Killed (альбом Biohazard)
| Оценки критиков | Оценки критиков |
| Источник        | Оценка          |
| --------------- | --------------- |
| Allmusic        | [ 2 ]           |

Kill or Be Killed — седьмой студийный альбом американской группы Biohazard. Альбом был записан с новым гитаристом Кармином Винсентом, ранее игравшим в Nucleus и заменившим Лео Кёрли. Характеризуется звучанием, вдохновлённым пользовавшемся в то время популярностью ню-металом.

## Список композиций
1. «Intro» — 0:26
2. «World on Fire» — 2:34
3. «Never Forgive, Never Forget» — 4:13
4. «Kill or Be Killed» — 2:39
5. «Heads Kicked In» — 4:38
6. «Beaten Senseless» — 2:08
7. «Make My Stand» — 2:37
8. «Open Your Eyes» — 3:15
9. «Penalty» — 3:01
10. «Dead to Me» — 4:04
11. «Hallowed Ground» — 6:55

## Участники записи
- Билли Грациадей — вокал, гитара, инжиниринг, продюсерство
- Эван Сайнфелд — вокал, бас-гитара, продюсерство
- Кармин Винсент — гитара
- Дэнни Шулер — барабаны, инжиниринг, продюсерство